# ISO 31000

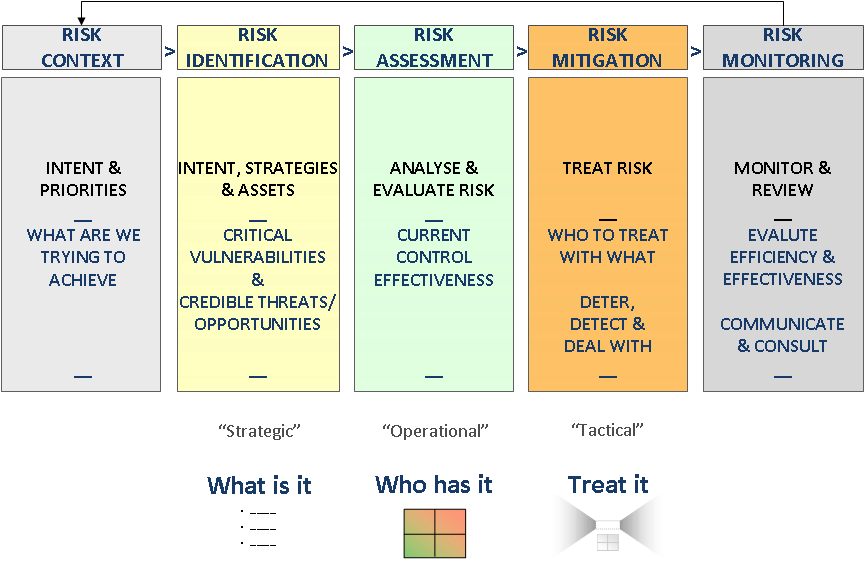
Procés de gestió de riscos de principi a fi

La ISO 31000 és una norma internacional que té com a objectiu proporcionar un vocabulari i una metodologia coherents per avaluar i gestionar el risc, abordant les ambigüitats i inconsistències de llarga durada en la manera com tradicionalment s'ha definit i descrit el risc. Està dissenyada per ser compatible i integrada en els sistemes de gestió existents, donant suport a un enfocament unificat i sistemàtic del risc en totes les funcions organitzatives.

## Introducció
La norma ISO 31000 es va publicar com a norma el 13 de novembre de 2009 i proporciona una norma sobre la implementació de la gestió de riscos. Al mateix temps, es va publicar una Guia ISO/IEC 73 revisada i harmonitzada. L'objectiu de la norma ISO 31000 és proporcionar una guia sobre la gestió del risc al qual s'enfronten les organitzacions utilitzant un enfocament comú per a qualsevol tipus de risc i no és específic d'una indústria o sector. Els usuaris són "qualsevol empresa, associació, grup o individu públic, privat o comunitari".
El febrer de 2018 es va publicar una versió actualitzada de la norma ISO 31000, que substituïa l'edició original del 2009. La revisió del 2018 va introduir un llenguatge més clar i concís, posant més èmfasi en la integració de la gestió de riscos en les activitats empresarials bàsiques, els processos de presa de decisions i la cultura organitzativa. També va reforçar el paper de lideratge de l'alta direcció en la integració de la gestió de riscos a tota l'organització i va promoure un enfocament més flexible i basat en principis, adaptable a organitzacions de totes les mides i sectors.
La versió ISO 31000:2018 es va confirmar a l'octubre de 2023 i és vàlida durant els propers cinc anys.

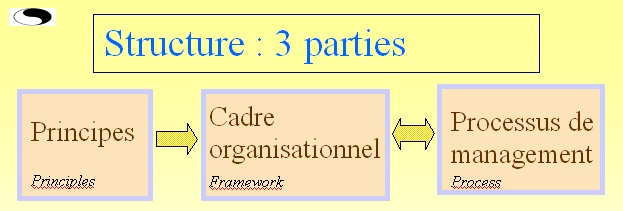
Estructura de la norma ISO 31000 en gestió dels riscos

## Àmbit
La norma ISO 31000 proporciona un conjunt de principis, directrius per al disseny i la implementació d'un marc de gestió de riscos i recomanacions per a l'aplicació d'un procés de gestió de riscos. El procés de gestió de riscos descrit a la norma ISO 31000 es pot aplicar a qualsevol activitat, inclosa la presa de decisions a tots els nivells.
La norma ISO 31000 ajuda les empreses a establir la base de la seva Gestió de Riscos Empresarials (GER) proporcionant un marc estructurat i basat en principis per integrar la gestió de riscos en tots els aspectes de l'organització. Guia les empreses en:
- Definir una política de gestió de riscos clara i alineada amb els objectius i la cultura

- Establir la governança i la rendició de comptes mitjançant la participació del lideratge

- Integrar els processos de risc (identificació, anàlisi, avaluació i tractament) en la presa de decisions

- Garantir la millora contínua mitjançant el seguiment i la revisió

Seguint la norma ISO 31000, les organitzacions poden construir un enfocament coherent i a nivell d'organització per a la gestió del risc que doni suport als objectius estratègics i a la resiliència operativa.

## Definicions
La norma ISO 31000 defineix vuit termes clau relacionats amb la gestió del risc, que constitueixen la base per a una comprensió coherent dels conceptes relacionats amb el risc a totes les organitzacions. Aquests termes són: risc, font de risc, esdeveniment, conseqüència, probabilitat, identificació de riscos, anàlisi de riscos i avaluació de riscos. Estan alineats amb la norma ISO 31073:2022 (anteriorment Guia ISO 73), que proporciona un vocabulari estandarditzat per a la gestió de riscos. La norma ISO 31073 dóna suport a la implementació de la norma ISO 31000 garantint la claredat i la coherència en la comunicació de riscos, ajudant les organitzacions a alinear la seva terminologia internament i externament en diversos sectors i disciplines.
Un dels canvis de paradigma clau que proposa la norma ISO 31000 és un canvi en la manera com es conceptualitza i defineix el risc. Tant a la norma ISO 31000 com a la Guia ISO 73, la definició de "risc" ja no és "oportunitat o probabilitat de pèrdua", sinó "efecte de la incertesa sobre els objectius"... cosa que fa que la paraula "risc" es refereixi tant a les conseqüències negatives de la incertesa com a les positives.
Una definició similar es va adoptar a la norma ISO 9001:2015 (Sistemes de gestió de la qualitat), en què el risc es defineix com "l'efecte de la incertesa". A més, s'hi va introduir un nou requisit relacionat amb el risc, el "pensament basat en el risc".

## Estructura
La gestió de riscos que s'explica a la norma ISO 31000 es basa en tres components bàsics: principis, un marc i un procés. Aquests elements treballen conjuntament per garantir que la gestió de riscos estigui estructurada, integrada i alineada amb els objectius de l'organització. Els principis guien la intenció i el valor generals de la gestió de riscos, el marc la integra en la governança i les operacions de l'organització i el procés proporciona un enfocament sistemàtic per identificar, avaluar i abordar els riscos.
La relació dels principis, el marc de treball i el procés es pot visualitzar en una imatge que es troba a la plataforma de navegació en línia de la ISO aquí
Objectiu de la gestió de riscos. L'objectiu de la gestió de riscos és la creació i protecció de valor. Millora el rendiment, fomenta la innovació i dóna suport a l'assoliment dels objectius.
Principis. Els principis proporcionen orientació sobre les característiques d'una gestió de riscos eficaç i eficient, comunicant-ne el valor i explicant-ne la intenció i el propòsit. Els principis són la base per a la gestió del risc i s'han de tenir en compte a l'hora d'establir el marc i els processos de gestió de riscos de l'organització. Aquests principis han de permetre a una organització gestionar els efectes de la incertesa sobre els seus objectius.
Per ser eficaç, la gestió de riscos hauria de (ser):
- Integrada: la gestió de riscos és una part integral de totes les activitats organitzatives.
- Estructurat i exhaustiu: un enfocament estructurat i exhaustiu contribueix a obtenir resultats consistents i comparables.
- Personalitzat: el marc i el procés s'adapten al context extern i intern de l'organització.
- Inclusiva: la participació adequada i oportuna de les parts interessades permet una presa de decisions informada.
- Dinàmica: la gestió de riscos anticipa, detecta, reconeix i respon als canvis.
- Utilitza la millor informació disponible: les dades per a la gestió de riscos es basen en dades històriques i actuals, així com en expectatives futures.
- Considera els factors humans i culturals: el comportament humà i la cultura influeixen significativament en la gestió de riscos.
- Millora contínua: la gestió de riscos es millora contínuament mitjançant l'aprenentatge i l'experiència.

Marc. L'objectiu del marc de gestió de riscos és donar suport a la integració de la gestió de riscos en les activitats i funcions clau de l'organització. La seva eficàcia depèn de com de bé estigui integrat dins l'estructura de governança de l'organització, especialment en els processos de presa de decisions. Aconseguir aquesta integració requereix el suport actiu de les parts interessades, especialment l'alta direcció.
Procés. El procés de gestió de riscos es defineix a la norma ISO 31073:2022 com l'"aplicació sistemàtica de polítiques, procediments i pràctiques a les activitats de comunicació i consulta, establiment del context i avaluació, tractament, seguiment, revisió, registre i notificació de riscos".